# Spindalis portoricensis
Spindalis portoricensis là một loài chim trong họ Thraupidae.